# جامعه‌شناسی تروریسم
جامعه‌شناسی تروریسم یکی از زیرشاخه‌های در حال توسعه جامعه‌شناسی است که به دنبال درک تروریسم به عنوان یک پدیده اجتماعی است و این که چگونه افراد و هم چنین دولت‌های ملی به چنین رویدادهایی پاسخ می‌دهند. این موضوع نباید با مطالعات تروریسم که گاهی با روان‌شناسی تروریسم اشتراک دارد اشتباه شود.

## تاریخچه

### پیش از ۱۱ سپتامبر
برخی استثنائات باقی مانده، جامعه‌شناسی تا قبل از حملات ۱۱ سپتامبر ۲۰۰۱ توجهات کمتری را به خود جلب می‌کرد. از ۱۱ سپتامبر، در سنت‌های مختلف جامعه شناختی مرتبط با تروریسم، چند موضوع مانند ترس اخلاقی، واکنش سازمانی و پوشش رسانه ای و مبارزه با تروریسم، در مرکز توجهات قرار گرفته‌است.
پیش از ۱۱ سپتامبر ۲۰۰۱ موضوع تروریسم توسط جامعه شناسان نادیده گرفته می‌شد. جامع ترین مطالعه در تعریف تروریسم، از تحقیقات وسیع افرادی چون واینبرگ، پدازور و هیرش هافلر (۲۰۰۴) به‌دست آمده‌است که تعداد ۷۳ تعریف از تروریسم را از بین ۵۵ مقاله استخراج کرده و نتیجه‌گیری کردند که تروریسم: «یک تاکتیک مبتنی بر انگیزه سیاسی است که با تهدید یا استفاده از نیرو یا خشونت همراه است و پیگیری تبلیغاتی آن نقش مهمی را ایفا می‌کند.» با این حال، واینبرگ و همکاران. اشاره می‌کنند که تعاریف تروریسم اغلب جنبه‌های نمادین تروریسم را نادیده می‌گیرد. با توجه به تمرکز آن بر نمادین، جامعه‌شناسی نقطه منحصر به فردی دارد که از آن برای ارزیابی تروریسم استفاده می‌کند.

### پس از ۱۱ سپتامبر
از ۱۱ سپتامبر، متیو دفلم (دانشگاه کارولینای جنوبی)، اس ای کوستانزا (دانشگاه مرکزی ایالت کانیتیکت) و جان سی کیلبرن جونیور (دانشگاه بین‌المللی آ و ام تگزاس) از جمله جامعه شناسان پرکاری هستند که خواهان توسعه پایه ای جامعه‌شناسی در زمینه تروریسم می‌باشند. موضوعات مشترک که بخشی از گفتمان جامعه‌شناسی تروریسم می‌باشند عبارت هستند از: هزینه‌های نظامی، مبارزه با تروریسم، مهاجرت، مسائل مربوط به حفظ حریم خصوصی و منازعات اسرائیل و فلسطین، که در بین این موارد، مسائل مربوط به قدرت، تعریف تروریسم، تبلیغ، ملیت، رسانه‌ها و غیره مورد سؤال قرار دارند.
ادبیات پس از ۱۱ سپتامبر که از سوی جامعه‌شناسی تروریسم مطرح شده بود، به بررسی پلیس و پاسخ شهروندان به تروریسم در خلال ۱۱ سپتامبر پرداخت. این ادبیات در اوایل در تعامل بین پاسخ دهندگان اول (پلیس، تیم نجات و غیره) و جوامع مورد بررسی قرار گرفت. رامیرز، هوپس و کوئینلان(۲۰۰۳) به درستی پیش‌بینی کردند که سازمان‌های پلیس نمودار سبک‌های بنیادی افراد را پس از ۱۱ سپتامبر تغییر می‌دهند. بنا به گفته دیلون (۲۰۰۷)، بعد از ۱۱ سپتامبر، بیشتر دوائر پلیس، صورت وضعیت مأموریت‌های خودشان را تغییر داده‌اند. دلیلی قوی برای باور وجود دارد که حتی کوچک‌ترین سازمان‌های محلی پلیس معتقدند که به نوعی فشار برای مقابله با مسئله تروریسم احساس می‌شود.
کار جدید اخیر در جامعه‌شناسی تروریسم، فلسفی و دارای بازتاب انعکاسی است و بر مسائلی مانند ترس اخلاقی و هزینه‌های بیش از حد پس از ۱۱ سپتامبر تمرکز دارد. کونستانزا و کیلبرن (۲۰۰۵) در مقاله ای با عنوان «امنیت نمادین، ترس اخلاقی و احساسات عمومی: به سوی جامعه‌شناسی مبارزه با تروریسم»، استدلال می‌کنند که مسائل نمادگرایی برای وارد شدن به درک جنگ علیه تروریسم فراوان است. با استفاده از دیدگاه متقابل نمادین کلاسیک، آن‌ها معتقدند که احساسات عمومی قوی در مورد مسئله امنیت میهن، بیشتر از تهدیدات واقعی به خط مشی‌ها پرداخته‌است. دیگران استدلال می‌کنند که نمادگرایی منجر به ایجاد یک سیاست «گوش بزنگ بودن» در تصمیم‌گیری آژانس شده‌است که هزینه بر و فاقد صلاحیت است.
بعضی از جامعه شناسان و محققان حقوقی، عواقب احتمالی پلیس تهاجمی (و یا نظامی) را در برابر تهدیدات تروریستی قرار داده‌اند و بر این عقیده‌اند که ممکن است این امر، پیامدهای منفی برای حقوق بشر داشته باشند که برای جامعه شناسان، به عنوان موضوع عدالت اجتماعی مهم هستند. به عنوان مثال، در یک مقاله بازنگری تحت عنوان: "ببر قوز کرده یا اژدهای خیالی؟ در مورد گفتمان در مورد تروریسم سایبری جهانی می‌پرسند. هلمز و کوستانزا و جانسون (۲۰۱۱) سؤال می‌کنند که آیا ممکن است که رسانه‌های تبلیغاتی در سطح ملی بتوانند به دنبال ترس و واهمه‌های سایبری غیر ضروری و سیستماتیک باشند. آن ها هشدار می‌دهند که چنین واکنشی که احتمال آن هم زیاد است منجر به یک سیاست «کشنده» تبدیل شود که می‌تواند به دولت فدرال توان بسیار بالایی از طریق اینترنت بدهد.
علیرغم ضعف کمی جامعه‌شناسی مدرن؛ کیلبرن، کونستانزا، بورگزون و متچیک (۲۰۱۱) اشاره می‌کنند که روش‌های مختلفی برای ارزیابی مؤثر بودن و علمی بودن تأثیرات امنیت ملی وجود دارد. در جرم‌شناسی سنتی، نقطه شروع برای ارزیابی تأثیر هر گونه استراتژی سیاسی، (نظیر دیدبان محله، کاهش سلاح، گشت پیاده، و غیره)، ارزیابی کل هزینه‌های مالی براساس میزان ترخیص یا میزان دستگیری است. از آنجایی که تروریسم چنین پدیده ای نادر است، اندازه‌گیری دستگیری‌ها روش ساده ای برای آزمایش اثربخشی سیاست است.
یکی دیگر از مشکلات روش شناختی در جامعه‌شناسی در حال توسعه زمینه‌های تروریسم، پیدا کردن معیارهای عملیاتی برای مفاهیم کلیدی در مطالعه امنیت میهن است. هر دو، تروریسم و امنیت داخلی، مفاهیم نسبتاً جدیدی برای دانشمندان علوم اجتماعی است و دانشگاهیان هنوز در مورد چگونگی مفهوم سازی این ایده‌ها موافق نیستند.

## سه دیدگاه جامعه شناختی

### کارکردگرایی ساختاری
کارکردگرایی یک تئوری است که نهادهای مختلف و فرایندهای اجتماعی در جامعه برای خدمت به برخی از مهم‌ترین (یا ضروری‌ترین) عملکرد جهت حفظ جامعه کارکرد دارد. این چشم‌انداز جامعه شناختی در کار جامعه شناسانی مانند امیل دورکیم، به تصویر کشیده شده‌است و نام خود را از این ایده برداشت کرده‌است که بهترین راه برای مطالعه جامعه، شناسایی نقش‌هایی است که جنبه‌های مختلف جامعه ایفاء می‌کنند. انحراف اجتماعی، که به آسانی قابل درک است، می‌تواند به معنی هر گونه «تجاوز از هنجارهای اجتماعی مسلم» بکار گرفته شود. این می‌تواند محدوده ای از یک موضوع کوچک باشد ـ دیدن چهره فردی به‌هنگام بستن یک در با صدای خیلی بلند یا یک اقدام بزرگ مانند عمل تروریستی را شامل شود؛ بنابراین تروریسم یک رفتار انحرافی است. کارکردگرایی تروریسم را ـ که یک جنایت است ـ به‌عنوان یک انحراف موقت از وقایع عادی جامعه می‌بیند؛ و تا اندازه ای برای جامعه کاربرد دارد.
یک جامعه‌شناس که از کارکردگرایی ساختاری بهره می‌برد، وجود هرگونه پدیده اجتماعی را با عملکردی که انجام می‌دهد، توضیح می‌دهد؛ بنابراین، تروریسم کارکردی است، زیرا که افراد را علیه آن متحد می‌کند و یک نوع حس تعلق به یک گروه که با آن مخالف هستند را به وجود می‌آورد. این احساس همبستگی گروهی به جلوگیری از بی نظمی کمک می‌کند، و این مرحله است که مردم از جامعه برای جان بدر بردن پیروی نمی‌کنند.
تروریست‌ها، مانند دیگر جنایتکاران، تبدیل به چیزی می‌شوند که به عنوان نقطه مرجع شناخته می‌شود؛ افراد از نقطه مرجع به عنوان یک استاندارد برای ارزیابی استفاده می‌کنند. هنجارها و قوانین جامعه روشن‌تر می‌شوند و در مقایسه با تروریسم ضروری بنظر می‌رسند. جامعه به منظور حمایت از وضعیت موجود، از تروریسم به عنوان راهی برای تأیید اهمیت هنجارهای اجتماعی در زندگی افراد استفاده می‌کند. بدین ترتیب، افراد تروریسم را تهدیدی برای تعادل اجتماعی و زندگی آن‌ها در یک جامعه کارآمد می‌دانند. کارکردگراها. معتقدند که تغییر اجتماعی، مستلزم داشتن یک جامعه سالم است. روش‌های آهسته، به خوبی برنامه‌ریزی شده و انواع الگوهای پویا، یک جامعه اجتماعی سالم را تغییر می‌دهد. این تغییرات اجتماعی اغلب از نیاز شدید به تغییر ناشی می‌شود و با یک شوک اجتماعی استمرار پیدا می‌کند و با یک شوک اجتماعی به پیش می‌رود. تروریسم یک شوک اجتماعی ایجاد می‌کند و این شوک جامعه را به سمت تغییر در جهتی که قادر به پیدا کردن راه‌های جدید برای محافظت از خود باشد به پیش می‌برد. کارکردگراها بر این عقیده‌اند که این تغییرات جدید، جامعه‌ای با تغییرات اجتماعی آهسته ولی سالم را فراهم می‌کند که به آن نیاز است؛ بنابراین، تروریسم به شوک مورد انتظار و مورد نیاز تبدیل می‌شود. از اینرو، می‌تواند در یک حس تشویق جامعه برای تغییر بهتری مشاهده شود.

### نظریه‌های متضاد
نظریه تعارض «ایده ای است که در آن بین منافع رقابتی (که تضاد پایه ای است) و نیروی تحریک کننده تغییر اجتماعی و جامعه به‌طور کلی، تضاد وجود دارد..» یک نظریه‌پرداز تضاد، عموماً می‌بیند که کنترل اختلاف به توانایی یک گروه برای سرکوب گروه‌های دیگر که مخالف هستند مربوط می‌شود. قانون مدنی یک روش تعریف و حفظ نظم اجتماعی است که منافع بعضی‌ها در گرو قیمت دادن دیگران است.
نظریه پردازان تضاد، تروریسم را به عنوان چیزی جز واکنش به بی عدالتی نمی‌دانند، که احتمالاً در ذهن تروریست‌ها به دلیل اشتباه، بیسوادی یا اهداف غیر منطقی، ایجاد شده‌است و رفتارهای خشونت‌آمیز سازمان‌های تروریستی، نتیجه ناکامی فردی، تعرض یا نشان دادن آمادگی یک فرد برای درگیری است. منازعات سیاسی باعث می‌شود که افراد به دنبال روش‌هایی باشند تا مشکلاتی را که با آن‌ها مواجه هستند توضیح داده و حل کنند. اگر مناقشه عمیقاً ریشه دار باشد و ثابت گردیده باشد که ایدئولوژی کنونی قادر به حل این مشکلات نیست، مردم به ایدئولوژی‌هایی روی می‌آورند که اغلب می‌توانند موضوع مذهبی را به آن‌ها تحمیل کنند. این به این معنی نیست که همه اشکال اعمال تروریستی توسط افراد مذهبی انجام می‌شود. بین سال‌های ۱۹۸۰ و ۲۰۰۳، از ۸۳ درصد مهاجمان انتحاری در سراسر جهان، تنها ۴۳٪ به‌طور مشخص مذهبی بودند.
تروریست‌ها از خشونت استفاده می‌کنند، زیرا آن‌ها معتقدند اگر آن‌ها از خشونت استفاده نکنند، یک مبارزه قدرت را از دست می‌دهند، و این موضوع برای یک تروریست به نظریه ای تبدیل می‌شود تا عمل تروریستی را به عنوان سلاح یک فرد ضعیف تلقی کند. بسیاری از نظریه پردازان جنگ را به عنوان یک سلاح ضعیف در نظر می‌گیرند. در عراق، بین ماه مارس۲۰۰۳ و فوریه ۲۰۰۶، تعداد ۴۴۳ عملیات تروریستی انتحاری بوقوع پیوست که ۷۱ درصد آن توسط القاعده صورت گرفت. آن‌ها عملیات خویش را با انگیزه‌های مذهبی توجیه می‌کردند و بر این عقیده بودند که با کنترل عراق توسط شیعیان، اصول مذهبی سست و ول می‌شود. حملات انتحاری علیه رژیم عراق و طرفداران آمریکایی و بریتانیایی آن‌ها به عنوان وسیله ای برای تحقق این امر بود. با این حال تنها تحت شرایط خاص سیاسی بود که بمبگذاری‌های انتحاری صورت می‌گرفت. اولین شرط این بوده‌است که این عملیات‌ها در ارتباط با ضد شورش علیه نظامیان آمریکایی و انگلیسی بوده‌است. دومین شرط، واکنش استراتژیک به تثبیت شیعیان در عراق است. تروریست‌ها پول یا قدرت سیاسی لازم برای جنگیدن ندارند، بنابراین از تروریسم به عنوان ابزار، نه هدف، برای تحریک و بهم زدن دولت استفاده می‌کنند تا بتوانند به اهداف سیاسی خود دست یابند. یک تروریست قبل از انجام یک ترور، همیشه سود و زیان عملیات خودش را ارزیابی نمی‌کند بلکه این کار را از بابت احساس تحقیر و ناامیدی که موضوع آنهاست، به واکنش نشان دادن روی می‌آورد.

### تعامل گرایی نمادین
تعامل گرایی نمادین «یک تئوری سطح میکرو است که در آن معانی، اصطلاحات و مفروضات مشترک، انگیزه‌های اصلی را در کنار اعمال مردم شکل می‌دهند.» در تعامل گرایی نمادین، تعامل چهره به چهره، دنیای اجتماعی را ایجاد می‌کند. افراد روی معانی ادراکی که خودشان به وجود می‌آورند عمل می‌کنند. اگر تفسیرهای فردی از واقعیت که تعامل گرایی نمادین را قادر می‌سازد تا جرم را تعریف کند بنابراین، عضویت گروه یکی از مهم‌ترین تعاریف برای تروریسم است.
انحرافی که در زیر تروریسم قرار دارد می‌تواند با تئوری برچسب گذاری توضیح داده شود. تئوری برچسب گذاری «اعتقاد به این است که افراد ناخودآگاه متوجه می‌شوند که دیگران چه چیزی را می‌بینند یا برچسب می‌زنند، و واکنش‌های آنها به آن برچسب‌ها، در طول زمان، پایه و اساس هویت خود را تشکیل می‌دهند». گروه‌های اجتماعی قوانینی را دربارهٔ رفتار قابل قبول برای مردم در جامعه وضع می‌کنند. هنگامی که قانونی نقض می‌شود تصمیمات جامعه است که انحراف آن را تعیین می‌کند. یک فرد مادامی می‌تواند منحرف باشد که یک واکنش اجتماعی نسبت به عمل انجام شده برچسب انحراف خورده باشد و آن عمل اصلی، دلالت بر یک انحراف اولیه دارد. خوردن برچسب انحراف باعث می‌شود تا فرد همه را یک انحراف ببیند. انحراف دوم، می‌تواند به سرعت به یک داغ ننگ تبدیل شود که برچسبی است که راه مردم را برای دیدن یکدیگر و نظرات فرد به جمع را تغییر می‌دهد
بر اساس تعامل گرایی نمادین، تروریسم به عنوان رفتارهای آموزش گرفته عمل می‌کند. هر فرد می‌آموزد که چطور در تعامل با یک تروریست مرتکب تروریسم شود. درگیر بودن در گروه‌هایی برای پروسه یادگیری مهم است و اعضا با پیوستن به گروه با تفسیر دیگری از واقعیت روبرو می‌شوند. بهترین راه برای رسیدن به این هدف، جذب اعضای جدید به فعالیت‌های تروریستی است که سازمان تروریستی را تبدیل به تنها نقطه مرجع برای اعضای آن می‌کند.
تئوری یادگیری اجتماعی در اجتماعی شدن رفتارهای تروریستی نقش دارد. نظریه یادگیری اجتماعی بیان می‌کند که فرد به دلیل فراوانی تعاریف که رفتار انحرافی را در مقایسه با تعاریفی که برای چنین رفتارهایی نامطلوب است، منحرف می‌شود. این نظریه به چهار مکانیسم یادگیری تقسیم می‌شود: انجمن افتراقی، تعاریف، تقویت افتراق و تقلید.
اولین مکانیسم یادگیری یک انجمن افتراق است که به "ارتباط مستقیم و تعامل با دیگران که در انواع خاصی از رفتارها مشارکت دارند یا بیان هنجارها، ارزش‌ها و نگرش‌هایی که از چنین رفتارهایی پشتیبانی می‌کند، و همچنین ارتباط غیرمستقیم و شناسایی با گروه‌های مرجع دورتر «گروه‌هایی که فرد به‌طور متفاوتی با آنها ارتباط دارد»، زمینه ای را فراهم می‌کند که یادگیری اجتماعی در آن اجرا شود. چنانچه اولویت، شدت، مدت و فراوانی انجمن دیفرانسیل بیشتر باشد، تأثیر آن بر رفتار نیز بیشتر است، بنابراین نظریه در رابطه با تروریسم، ارتباط قوی یک فرد با یک سازمان تروریستی، تغییر بهتری را به وجود می‌آورد که فرد رفتارهای تروریستی خود را به نمایش بگذارد. مکانیسم دوم یادگیری، تعاریف است. تعاریف به یک «ارزش و اعتقاد شخصی فردی دربارهٔ رفتار و رفتار قابل قبول اشاره دارد». این ارزش‌ها از طریق ارتباط افتراق آموخته شده و تقویت می‌شوند. دو نوع تعریف وجود دارد؛ تعریف عمومی و تعریف خاص. تعاریف عمومی شامل اعتقادات گسترده دربارهٔ انطباق است که متأثر از ابزارهای معمول هستند و اغلب تحت تأثیر ارزش‌های مذهبی یا اخلاقی قرار می‌گیرند. تعاریف خاص در افرادی دیده می‌شوند که با اقدامات خاصی از جرم مقایسه می‌شوند. هرچه تعداد تعاریف بیشتر باشد، فرد بیشتر در رفتار جنایی دخالت خواهد کرد. بدین ترتیب، تعاریف بیشتر فرد، به نفع رفتار تروریستی است که شانس بیشتری برای انجام دادن اقدامات تروریستی دارد. سومین مکانیسم یادگیری، تقویت افتراق است. تقویت افتراق «اشاره به تعادل تشویق‌ها و مجازات‌های پیش بینی شده یا واقعی است که به دنبال رفتار است.» فردی که از ارتکاب جرم و جنایت خودداری می‌کند، بستگی به تعادل گذشته و حال، تشویق‌ها و مجازات‌هایی را در آینده بخاطر اعمالش پیش‌بینی می‌کند. در رابطه با تروریسم، تعامل اجتماعی مستقیم یا غیرمستقیم بیشتر فرد بسمت تروریسم، به احتمال زیاد آن‌ها بسمت اقدام تروریستی کشیده می‌شوند. مکانیسم چهارم و یادگیری نهایی، تقلید است. "تقلید تفکری است که افراد رفتارهایی مرتکب می‌شوند که قبلاً در دیگران شاهد بوده‌اند." شخصیت‌های مشاهده شده، رفتارهایی که شاهد هستند و عواقب آن رفتارها، تعیین می‌کند که چقدر فرد یک رفتار را تقلید می‌کند. همه این چیزها باید در جای خود قرار بگیرند تا فردی بتواند از یک تروریست را تقلید کند.